# 2005 PP21
2005 PP21, também escrito como 2005 PP21, é um objeto transnetuniano que está localizado no Cinturão de Kuiper, uma região do Sistema Solar. Este corpo celeste é classificado como um cubewano. Ele possui uma magnitude absoluta de 6,5 e tem um diâmetro estimado com 221 km.

## Descoberta
2005 PP21 foi descoberto no dia 8 de agosto de 2005.

## Órbita
A órbita de 2005 PP21 tem uma excentricidade de 0,089 e possui um semieixo maior de 45,502 UA. O seu periélio leva o mesmo a uma distância de 41,463 UA em relação ao Sol e seu afélio a 49,542 UA.